# Cedric the Entertainer
Cedric Antonio Kyles (Jefferson City (Missouri), 24 april 1964), of beter bekend als Cedric the Entertainer, is een Amerikaans acteur en komiek. In 2018 kreeg hij een ster op de Hollywood Walk of Fame.

## Levensloop
Kyles werd geboren in Jefferson City in de staat Missouri en groeide op in Caruthersville in dezelfde staat. Na junior high school verhuisde hij naar Berkeley. Hij bezocht de Haverhill High School in Haverhill in Massachusetts. Daarna ging hij naar Southeast Missouri State University.